# 老子
李聃（前571年—前470年），李氏，一说姓老，一说姓利，名耳或貞，字耼。一称老耼，一字伯阳。世人尊称其为“老子”。據傳老聃生于东周的楚国苦县厉乡曲仁里（原屬陳國，位於今河南省鹿邑县），师从商容，在春秋時期在東周王國所擁有的守藏室內任柱下史。老聃被認為是中國春秋時代思想家，隐居邢台广阳山。以其名義被撰寫出來的《老子》一書被广泛地稱為《道德经》，為道家及道教的经典。
老聃所留下的學説後來被庄周、楊朱、列御寇等人發展，後人奉之为道家的开教宗师。《史记·老子韩非列传》中曾記载説孔子曾經向老子請教關於禮的問題。老聃提倡無為而治、天人合一、清靜無為這些統治理念，和莊周一樣被視為道家的重要代表人物，合稱「老莊」。
老耳被尊为道家及道教的奠基者、 东方三大圣人之一，大唐帝國宣稱李耳是李氏家族的先祖。

## 身份

### 傳統上的觀點
關於老子的最早傳記資料見於公元前1世紀的司馬遷所著的《史記》。關於老子的傳記有多種描述，但司馬遷對其資料來源表達了不同程度上的懷疑。
《史記·老子韓非列傳》記載：「老子者，楚苦縣厲鄉曲仁里人也，姓李氏，名耳，字耼，周守藏室之史也。」又記載：「老子修道德，其學以自隱無名為務。居周久之，見周之衰，乃遂去。至關，關令尹喜曰：『子將隱矣，彊為我著書。』於是老子乃著書上下篇，言道德之意五千餘言而去，莫知其所終。」
《列仙傳》記載：「老子姓李名耳，字伯陽，陳人也。生於殷，時為周柱下史。好養精氣，貴接而不施。轉為守藏史。積八十餘年。史記云：二百餘年時稱為隱君子，諡曰聃。仲尼至周見老子，知其聖人，乃師之。後周德衰，乃乘青牛車去，入大秦。過函關，關令尹喜待而迎之，知真人也，乃強使著書，作《道德經》上下二卷。」又記載：「老子無為，而無不為。道一生死，跡入靈奇。塞兑內鏡，冥神絕涯。德合元氣，壽同兩儀。」
老子被唐高祖李淵認作祖先，道教被唐朝立為國教，其緣由被記載於《唐會要.卷五十》：
「武德三年五月，晉州人吉善，行於羊角山，見一老叟，乘白馬朱鬣，儀容甚偉，曰：『謂吾語唐天子，吾汝祖也，今年平賊後，子孫享國千歲。』高祖異之，乃立廟於其地。乾封元年三月二十日，追尊老君為太上元元皇帝。」

### 學術界觀點
在二十世紀中葉，許多西方學者認爲，被稱爲老子的人的生平是可疑的，《道德經》是“由許多人所編纂的”，名義上的作者的形像是在後來才被創造出來的。 這本書明顯缺少一個中心的作為師父的人物，這與幾乎所有其他早期中國哲學書籍之間形成了鮮明的對比。
截至2023年，最古老的包含《道德經》文本的手稿可以追溯到公元前四世紀末，寫在竹簡上，作爲郭店楚簡的一部分出土，這些手稿是由竹簡所構成的，是在出土的東周楚簡中被發現的，這些段落大致對應於現有文本的三分之一，其中一些是按照相同的順序排列的。有學者認為，這些內容與未被傳誦的 《道德經》所採用的段落混雜在一起，這表明其構成仍在經歷修訂和修改這些過程。《道德經》最古老的完整手稿是在馬王堆的一個墓穴中發現的，可以追溯到公元前2世紀早期。據一些學者所述，對流傳下來的《老子》中出現的段落所進行的早期評論分析，支持 文本是累積演變而成的 這個説法，而不是 文本是由單一作者所創作的 這個説法。

## 生平

### 出生

#### 身份之争

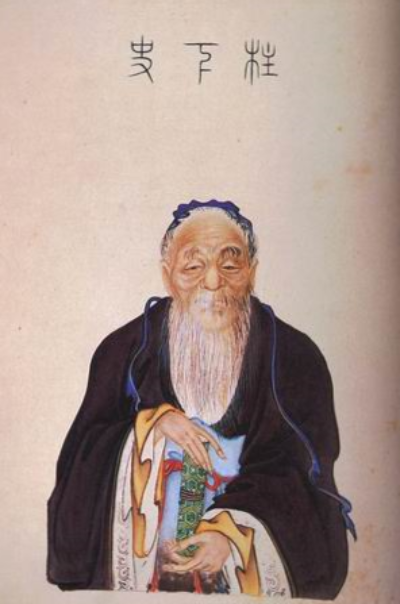
柱下史像（取自清乾隆年間《歷代名臣像解》）

關於「老子」是誰所著的爭論起源於「史記」，《史記·老子韓非列傳》中，先說「老子」為李耳所著，接下來又述及老莱子和太史儋。最早對「老子」是李耳所著提出質疑的是崔浩，直到清代不斷有人質疑「老子」並非李耳所著。對於老子其人其書的爭論有以下四種代表性的觀點：
- 高亨和呂振羽認為老子略長於孔子，「老子」一書為李耳所作，戰國時代又有後人的增補。[18]
- 「古史辨」中唐蘭主張應該將「老子」和其作者分開，實際上成書於戰國中期，是李耳學說的延伸。[19]郭沫若進一步認為「老子」一書是環淵所錄的李耳遺訓，環淵與孟子同時，是老子的再傳弟子。[20]
- 梁啟超、馮友蘭則認為老子是戰國時期人，「老子」也成書於戰國。[21]羅根澤認為「老子」是太史儋所作。[22]
- 顧頡剛和劉節認為「老子」成書於秦漢之間。[23]

#### 故里之辩
老子確切出生地不詳，关于老子故里的文字记载更是少之甚少，最早见于司马迁《史记·老子列传》記載老子的出生地是在楚国苦县厉乡曲仁里，今屬河南省鹿邑縣，《汉书》、《后汉书》及《资治通鉴》也沿用司马迁的記載，楚就是古代楚国，苦县就是今鹿邑县，厉乡（或作“濑乡、赖乡”）就是县城东的太清宫乡，而曲仁里就是今镇政府所在地──太清宫镇。这本是一桩铁案，历代均史不绝书。如古苦县即今鹿邑，公私著述记载者就有如下数家。《史记索隐》：“苦县本属陈国，春秋时楚灭陈，而苦又属楚，故云楚苦县。至高帝十一年，立淮阳国，陈县、苦县皆属焉。今检《地理志》，苦实属淮阳郡。”《史记正义》引《年表》：“淮阳国，景帝三年废。至天汉修史之时，楚节王纯都彭城，相近。疑苦此时属楚国，故太史公书之。”梁玉绳《史记志疑》曰：“《四书释地·又续》曰：‘苦县属陈，老子生时，地尚楚未有。陈灭于楚惠王，在春秋获麟后三年，孔子已卒，况老聃乎？史冠楚于苦县上，以老子为楚人者，非也。’余因考葛洪《神仙传》谓苦县人；边韶《老子铭》谓楚相县人，春秋之后，‘相县荒虚，今属苦’者，并乃《史记》之误。惟皇甫谧《高士传》云陈人，《经典释文·序录》云陈国苦县人，固未尝误，然《礼·曾子问疏》引《史记》作陈国苦县，岂据别本乎？” 《通典·州郡》：“真源，古之苦县，老子生于此。”《括地志》：“苦县在亳州谷阳县界。有老子宅及庙，庙中有几井尚存，在今亳州真源县也。”《历代地理沿革表》卷二十五：“苦，汉属淮阳国，后汉属陈国。三国仍称苦县。晋成康三年更名为谷阳。唐乾封元年更名真源。建元元年改曰仙源，神龙元年复名真源。宋大中祥符七年夏，更名卫真，全同。元初省卫真，入鹿邑，后迁鹿邑治，此属亳州。”《元和郡县图志》卷七：“真源县，本楚苦县，春秋时属陈，后为楚所并。隋开皇六年，后置谷阳县，理苦城，属亳州。”《历代疆域表·汉·淮阳国》：“苦县，今鹿邑县东10里楚之苦县。”
上引典籍均以老子为苦县人，且记载了苦县更多及隶属沿革的轨迹：东周及以前属陈国鸣鹿（即今鹿邑辛集乡）→春秋楚国苦县→西汉淮阳国苦县→东汉陈国苦县→三国苦县→晋更名谷阳县→北齐撤谷阳入武平县→隋谷阳县→唐叠更名真源县、仙源县、真源县→宋更名卫真县→元撤卫真县入鹿邑县（移今治）→明、清沿袭，也曾多次属亳州（或谯郡）。记载古厉乡（或濑乡、赖乡）的典籍也有如下数家。《后汉书·郡国志·陈国》：“苦⋯⋯有赖乡。”并引伏滔《北征记》说“有老子庙”，引《古史考》说“有曲仁里，老子里也”。《晋太康地记》：“苦县城东有濑乡祠，老子所生地也。”《朱韬玉札》与《神仙传》：“老子，楚国苦县濑乡曲仁里人。”《元和郡县图志》卷七：“（唐）乾封元年，高帝幸濑乡，以玄元皇帝于此，遂改为真源县。”《舆地志》记载：“老子祠，即老子所生旧宅。”《历代地理沿革表》卷二十五：“苦，春秋时曰相，有濑乡，老子所居也。”《历代疆域表·汉·淮阳国》：“老子苦县厉乡人，春秋时属陈；楚灭陈后，苦又属楚。”
以上均详尽记载了老子为苦县厉乡或濑乡、赖乡人。且考之音韵，“濑、赖、厉”为一韵之转，“厉乡、濑乡、赖乡”实为一地之异名。该地名的历史可远溯商代。那时在今鹿邑县东，有一小小方国——赖（濑、历）。周灭商后，赖归陈。但有人认为，赖国在西周时即不存在。《春秋僖公十五年》云：“楚人伐徐”（徐在今安徽泗县西北约50里处）；“秋七月，齐师、曹师伐厉。”《左传》说：“秋，伐厉，以救徐也。”惠栋《械传补注》以为即《左传桓十三年》之赖，在今湖北省随县之厉山店，晋、宋以来沿袭惠说。王夫之《疏》以此为另一厉，即苦县厉乡。今以地理考之，齐移救徐之师以伐厉，可证成王说。另外，出土铜器《鲁大司徒铭》云：“鲁大嗣（司）徒子仲白乍（作）其庶女历孟姬也。”另据《水经注》“涡水又东径苦县西南，分为二水，枝流东北注，于赖城入谷，谓死谷也”、“涡水又东北屈，至赖乡西，谷水注之”和“涡水又东径赖乡城南”的记载，历或赖的都城北魏时还有明显遗址，否则郦道元不会言之凿凿。据上，春秋“厉”（或“赖”“濑”），即今鹿邑县太清宫，为古厉国都城所在，亦即老子故里。请看，《太康地记》云“苦县城东有濑乡祠，老子所生地”；《舆地志》云“老子祠，即老子所生旧宅”；《历代地理沿革表》云“苦，有濑乡老子所居也”；《史记集解》引《括地志》云“苦县在亳州谷阳县界，有老子宅及庙”；《元和郡县图志》云“乾封元年，高帝幸濑乡，以玄元皇帝于此，遂改为真源县”；唐僧道宣《广弘明集序》说“李叟生于厉乡”；《太平寰宇记》引崔元山《濑乡记》云“濑乡在（苦）县”；《历代疆域表·淮阳国》云“老子苦县厉乡人。春秋时属陈；楚灭陈后，苦又属楚”。上述文献完全可信且于今有证：“赖乡”就是今鹿邑县城东太清宫镇一带地方，旧时出土的《鲁大司徒铭》与最新考古发掘均为有力证据。
至于“曲仁里”，有鹿邑县城东门内的老君台正门牌坊上的联语可以为证。联语云：“地古永传曲仁里，天高近接太清宫。”曲仁里作为“赖乡”的下级行政单位，即今太清宫镇。太清宫镇在县城东5公里处（与《濑乡记》《历代疆域表》均符合若），旧名又为“犹龙镇”，义取《史记·老子列传》孔子“吾今日见老子，其犹龙邪”。镇内西北角有一方圆数十丈高地，父老相传谓之“隐阳山”；一条小河发源于此，当地至今名之为“濑（濑）乡沟”，该沟贯穿太清宫镇全境。此水名与历代文献恰好符合（其本字应作“赖”）。至于“曲仁里”的含义，或许即边韶《老子铭》所谓“曲涡间即曲仁里也”。這也是目前海內外道教界的共識。

### 孔子问道

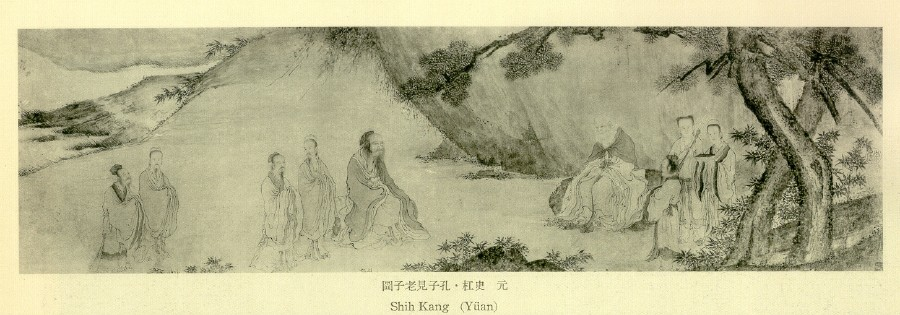
孔子问道圖

后因为东周王室衰落，周天子实际上名存实亡，多地发生叛乱，诸侯争相称霸称王，礼崩乐坏持续了二百多年。周襄王十七年（前635年），就发生“子带之乱”，遂为伯而得河内地，大量典籍被掠夺到楚国的国都（郢），老子因而被免职。随后老子清心潜隐，与孔子来往较多。践土会盟后，孔丘曾经适周问礼从鲁国国都（今山东曲阜）千里迢迢赶到洛邑（今河南洛阳）问向老聃礼乐。
《史记·老子韩非列传》中曾記载孔子向老子請教關於禮的問題。孔子年五十一，適周問禮於老子。後曰：「五十知天命。」。在今洛阳有“孔子入周问礼碑”。《史记·老子韩非列传》：孔子适周，将问礼于老子。老子曰：“子所言者，其人与骨皆已朽矣，独其言在耳。且君子得其时则驾，不得其时则蓬累而行。吾闻之，良贾深藏若虚，君子盛德容貌若愚。去子之骄气与多欲，态色与淫志，是皆无益于子之身。吾所以告子，若是而已。”

### 著寫五千言

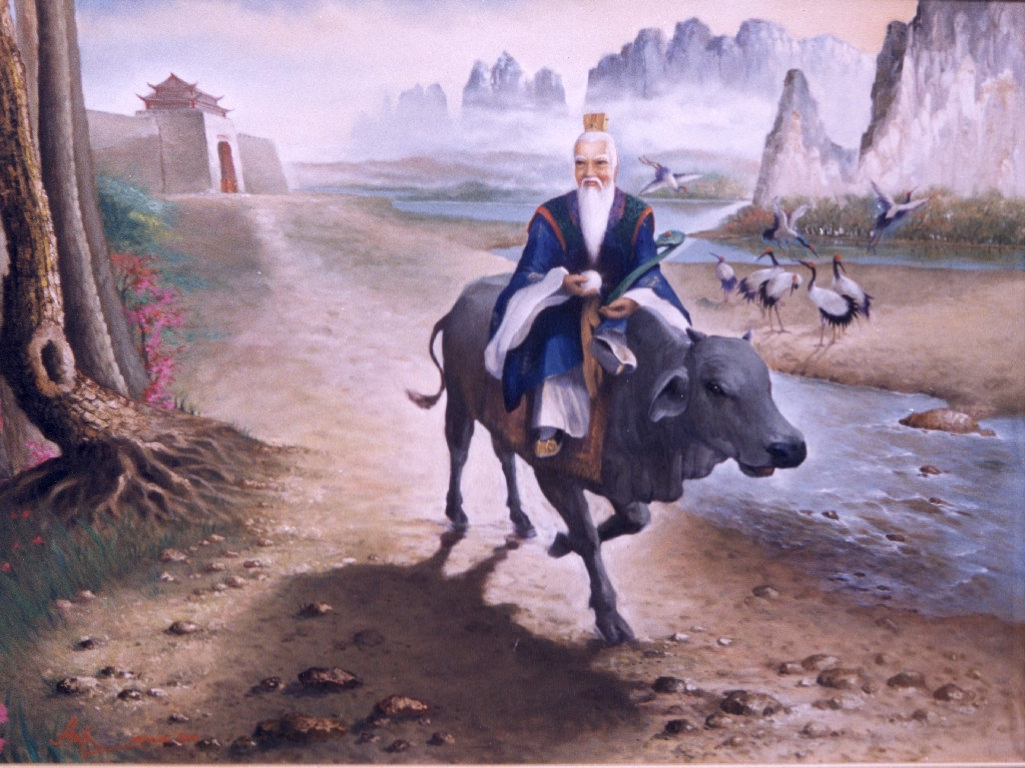
老子骑青牛过函谷关

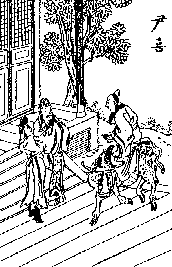
老子遇尹喜

相傳，当时身为柱下史的老子不忍见周朝衰落，同时也为避祸而西出函谷關之前，被时任守关要职的“关令”（官名）尹喜（「關令尹喜曰」一說為守關的令尹感到高興）拦住，并邀请作客，向他请教周礼。李聃在當時總結思想著述，并对尹喜道：“老夫授汝《道德经》，分上下两篇，上篇为《道经》，言宇宙根本，含天地变化之机，蕴神鬼应验之秘;下篇为《德经》，言处世之方，含人事进退之术，蕴长生久视之道。研习不止，苦修不懈，终有所成！”，而后留下五千言一書，又稱老子，道教稱《道德经》，倒騎青牛而去。
在神话故事中，尹喜在土台（今「瞻紫楼」）望氣，見东方紫气腾腾、霞光万道，观天象奇景，欣喜若狂，大呼「紫气东来，必有异人通过」。忙令关吏清扫街道，恭候异人，此后函谷关一带的门楣或春联都写“紫气东来”四个大字，流传至今，所以古稱“紫气东来函谷关，老子著书五千言”。杜甫在《秋兴》诗中写道：“西望瑶池降王母，东来紫气满函关”。

#### 个人思想
老子創有朴素的辩证法。名句：“祸兮，福之所倚；福兮，祸之所伏。物或损之而益，或益之而损”。这部流传两千多年的《道德经》是跨时代的作品，在不同的时代，这部作品会被解释出不同的含义。据统计，道德经是仅次于基督教《圣经》被翻译语言最多的一部“哲學類”经典作品。
老子是道家性命双修的始祖，於生命上主張自然，讲究致虛極，守靜篤、不与人争的修持。老子在政治上主张的无为而治和小國寡民，老子有一段话常被视为对为政者的箴言：“天之道，损有余而补不足；人之道则不然，损不足以奉有余。”；“民之饥，以其上食税之多；民之轻死，以其上求生之厚；民不畏死，奈何以死惧之。”

#### 道家學说

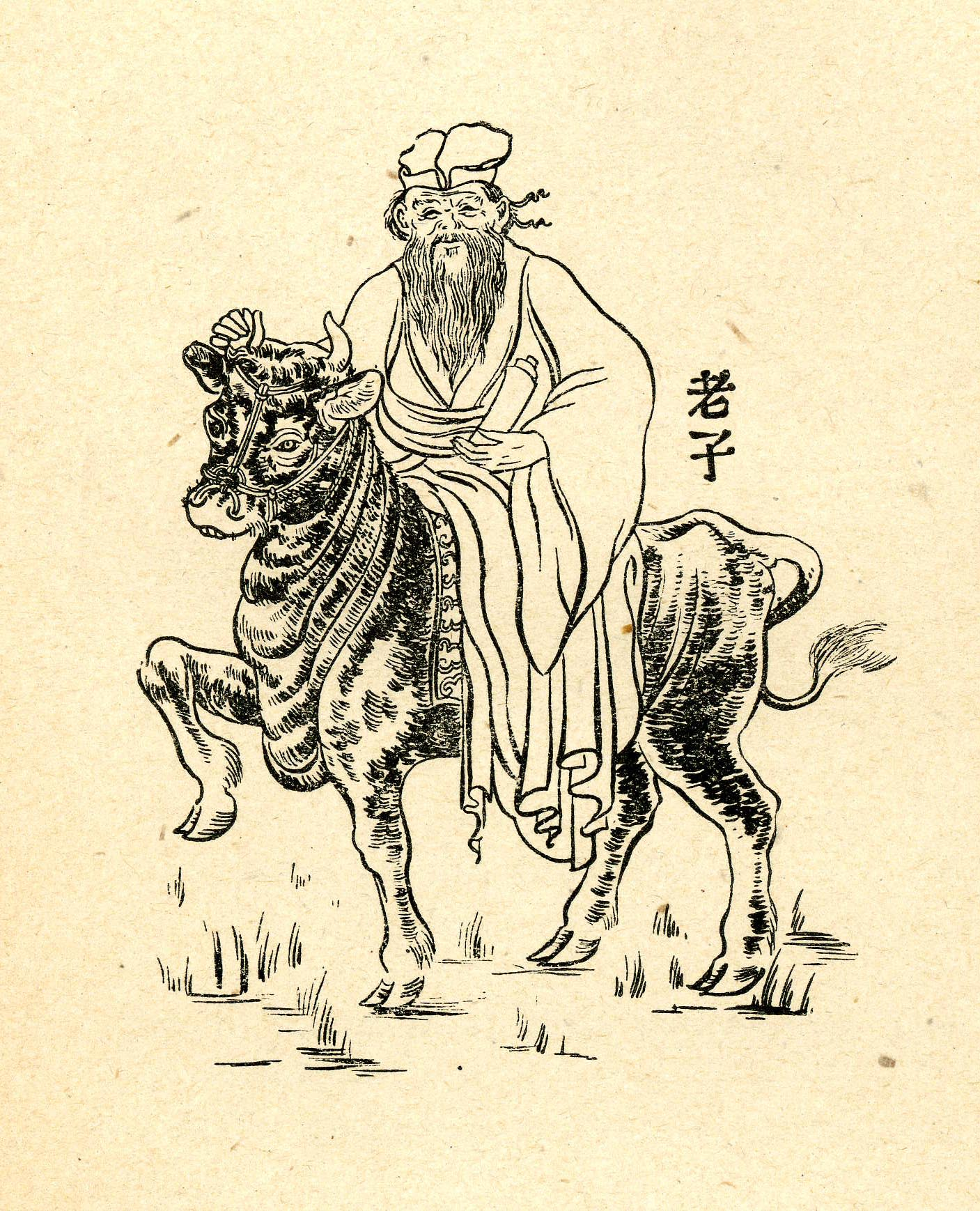

《汉书‧艺文志》谓：「道家者流，盖出于史官，历记成败存亡祸福，古今之道，然后知秉要执本，清虚以自守，卑弱以自持，此君人南面之术也。」西汉史学家司马谈《论六家要旨》谓：「道家使人精神专一，动合无形，赡足万物。其为术也，因阴阳之大顺，采儒墨之善，撮名法之要，与时迁移，应物变化，立俗施事，无所不宜，指约而易操，事少而功多。」「其术以虚无为本，以因循为用。无成埶，无常形，故能究万物之情。不为物先，不为物后，故能为万物主。」。
《莊子》文中有提到老聃，如内篇、徳充符篇及外雜篇。《荀子》天論編中也有接觸老子的思想，「老子有見於詘，無見於信」。呂不韋的《呂氏春秋》中也提到「老耽貴柔」。

### 去世

#### 傳統説法
傳統上認為老聃在狄道府（今甘肃临洮）逝世。《莊子》記載了「老聃死，秦失（佚）吊之，三號而出」一事，可被視為老子老死於秦國一説的證據。《史記·老子韓非列傳》的作者在書中表示其無法对老子的事迹作出确認，他将李耳、老莱子与太史儋并列，並且聲称老聃的壽數長達一百六十余岁或二百余岁。

#### 老子化胡説

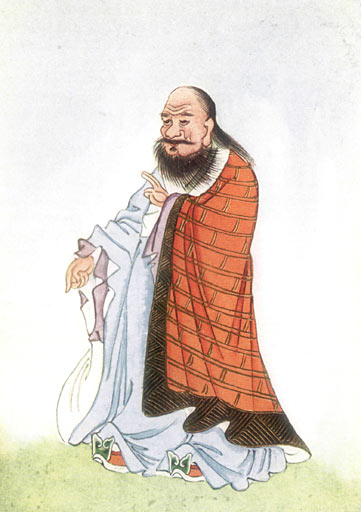
披著袈裟的老子

有説法聲稱老子没有去世，而是到了西域，并且教化了西域的居民，这就是所谓的“老子化胡説”。老子化胡説源出東漢，汉桓帝延熹九年（166年）襄楷所上奏章中有“或言老子入夷狄为浮屠”這個説法。現時老子化胡説的正確性已經被否定。
《三国志·魏书》宣稱：“浮屠所载，与中国老子经相出入，盖以老子西出关，过西域，至天竺教胡，及浮屠弟子合二十有九。”據傳西晋天师道祭酒王浮偽托老子的名字創作了《老子化胡經》，宣称老子携尹喜西入天竺，化为浮屠，開創了浮屠教。书成之后，被佛教徒斥为伪经，道佛兩教為此互相争辯接近千年之久。
隨着人們對歷史的認識逐漸被加深，老子化胡説不斷受到挑戰，由於老子化胡説本來就是子虛烏有的，因此其認可者所作的種種修正皆無法抵擋佛教所作的批駁，道教在幾乎全部論戰中落敗。道教在元朝時期常與佛教起衝突，據稱道教徒當時霸佔了數百座佛寺，故此朝廷举行辩论大會並邀請道佛兩教的僧尼參與論辯，結果道教方面落敗，導致全真派失势，包括《老子化胡經》等其他許多被認為是偽典者皆被燒毀。
今各本《化胡經》俱無完帙，《太上靈寶老子化胡妙經》今有敦煌抄本S.2081存世，十卷本《老子西昇化胡經》敦煌抄本中存有其中4卷：卷1、卷2、卷8、卷10。

#### 隐居广阳山六年説
一些研究者根据旧《沙河县志》、《顺德府志》及广阳山古碑上的记载，以及中国老子研究会所派出的专家所進行的多次实地考察及论证，认為广阳山就是老聃昔年讲学和隐居修行的处所，并且認為邢台沙河市是老聃在中国开坛讲经時所在的第一道场。

## 家族
父
- 李敬，出仕於周定王，擔任御史大夫

母
- 益寿氏，楚國人

后代
- 李宗：老子之子。
- 李注：李宗之子，老子之孙。
- 李宫：李注之子。
- 李假：李宫玄孙，仕于汉孝文帝。
- 李解：李假之子，为胶西王卬太傅，因家于齐焉。[37]

## 作品

### 《老子五千言》

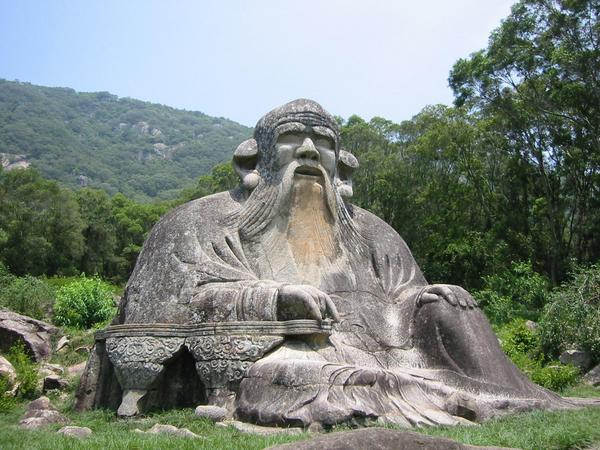
老子像

《道德经》，又被人们广泛称为《道德真经》、《老子》。书名是后来的称谓，最初这本书称为《老子》而无《道德经》之名，或可能始于韩非子“解老”、“喻老”两篇更前之先。全书形成于东周末期至春秋战国时期，分上下两篇，原文顺序上篇为《德经》，下篇为《道经》，篇文不分章，相傳是老子留下約五千言的著作。近几年考古工作后，与原通传于世的西汉河上公本作比对，人们发现一些重要内容有明显差别，因而有一种观点认为西汉初年这本书还没有统一得到定本，帝王和儒家为巩固自身华夏正统地位，而故意密谋篡改此书。
《道德經》虛用第五：“天地不仁，以萬物為芻狗；聖人不仁，以百姓為芻狗。”《說文》：「芻，刈艸也。象包束艸之形。」段注：「謂可飤牛馬者。」芻為把草包成束，用以餵牛馬。此段為《道德經》爭議最大之處，多是從儒家的眼光窺之；實則，不仁，意指不偏私。芻狗，比喻皆是一視同仁地餵養。在老子眼中，人類並無高於動物，狗，與人一般，是有形之一。這在莊子的齊物論，已經闡述得非常清楚。從老子本書的意涵，亦可以看出，老子所說的天地不仁、聖人不言，實則是大自然運行的法則，而聖人效法而已。
《道德经》论述了修身、治国、用兵、养生之道，阐述自然无为的思想，其中包含了不少对立转化的朴素辩证观点。在形式上，此书是语录体韵文，语言精练，多排比对偶之句。修辞凝练，音节铿锵，理虽玄远，文实多姿。其修辞比况，多以政治为旨归，被后世文士取法，是中国古代先秦诸子分家前的一部作品，又是早期中国哲学史上非常罕见的一部关于宇宙本体论的思辩书卷，被尊为“内圣外王”的必学之书，以及“万经之王”。

#### 流傳版本
《道德经》有三种版本比较主要：
1. 第一种现行所见的最早文本是1993年10月在湖北荆门郭店楚墓出土的那804枚战国竹简。
2. 第二种版本是1973年12月在湖南长沙马王堆出土的西汉帛书甲、乙本，其中有字简730枚，共计13000多个汉字，为了避讳等诸多原因，帛书的内容有所改动[註 10]，全册的字体分隶书、篆体两种不同的书法，其中前两种是道家学派的著作，其余多为儒家学派的著作。
3. 第三种是通传的汉代河上公本[註 11]《老子章句》[註 12]和曹魏王弼本，全书共有81章，前三十七章为《道经》，后四十二章为《德经》。

据统计，清代之前，《道德经》版本有103种之多，都是从汉以来经每个朝代的文人墨客撰写流传而来。古书在上千年的传抄、刻印过程中难免出现错误，因此，在不断地出现校订本，迄今为止，校订本共三千多种。目前，学术界较为重视的版本，是王弼的版本，和长沙马王堆出土的两个抄本，称为帛书甲本、乙本。帛书道德经，早王弼本400余年，近些年许多学者推崇帛书，但甲本缺字1400，乙本缺字600。
千百年来，为《道德经》作注疏者不计其数。元代正一天师张与材曾说：“《道德经》八十一章，注本三千余家。”据学者调查，流传至今的《道德经》注本约有一千余种。

#### 作者争议
史学界对于《五千言》的作者究竟是谁，究竟哪一位是撰写《道德经》一书的「老子」，至今未有定论。
勞思光在《中國文化要義》一書曾指出，老子在世年份應後於孔子、向孔子授禮的老子應不是《五千言》的作者、老子受關令尹喜之邀著書然後出關的故事應為杜撰。易中天在其讲座中也曾表示，认为孔子向其问礼的那个「老聃」，应该不是撰写《五千言》的作者。民國初年學者馮友蘭則認為《道德经》是在戰國後期著作；學者胡適則認為這是春秋时期的作品。

## 各個宗教的觀點

### 道教神话中的形象
道教可以上溯到原始社会中国人祭天的活动，后来逐渐产生了方仙道、黄老道等思想，于是，老子就被人们尊为道祖。所以，道教门徒认为：老子是太清神之下。又称老子为「太上混元老君、梵形神寶玄真降生道德天尊」，通稱「太上老君」，簡稱「老君」。又稱「道德天尊」、「混元老君」等。尤其是在商以前，认为老君即分身下降，随世立教，事竟则隐，故在世未有诞生之迹。至商十八世王阳甲践祚之十七年，公神化气，老君自太清境分神化，寄胎于玄妙王之女理氏（又称玄妙玉女）腹中，于武丁九年二月十八日降生，所以每年的农历二月十五，为道教重大节日，乃道祖太上老君“圣诞”。道德天尊，乃道教天神，傳說中的道教教主。这是最早关于老君诞生之迹的纪传。周昭王二十三年老君西过函谷关，度关令尹喜，授以道德五千言，此后被道教奉为开山祖师。从《列仙传》开始，把老子列为神仙。
东汉明帝、章帝之际（公元 58～88 年），益州太守成都人王阜撰《老子圣母碑》，将老子神化为先天地之神物，把老子和道合而为一，视老子为化生天地的神灵。成为了道教创世说的雏形4。而汉桓帝更是亲自祭祀老子，把老子作为仙道之祖。为谋塑造的便利，工匠们在那时候就开始把老子肖像由“拂尘”转变成手执“蒲扇”，并传说老子居住大罗天上太清仙境，其道教尊稱名稱為「道德天尊」，俗曰「太上老君」，也是道教最高尊神三清道祖之一。至魏晋南北朝，太上老君之名益显。
汉顺帝时（公元 126～144 年）张陵在巴蜀鹤鸣山创立五斗米道，即奉老子为教主。据传张陵（另一说认为该书作者是张陵之孙张鲁）在传教布道时作的《老子想尔注》称：“一者道也。……一在天地外，入在天地间，但往来人身中耳……一散形为气，聚形为太上老君，常治昆仑，或言虚无，或言自然，或言无名，皆同一耳。”首次在道书中出现了太上老君的名号。
东晋葛洪的《神仙传》汇集群书所见之老子传记，或称老子先天地生，或称其母怀孕七十二年生，生而白发，故称老子。亦有称其母于李树下生，生而能言，指树而姓“李”，把先天神降格为后天神。然而据东汉延熹八年陈相边韶的《老子铭》，老子“离合于混沌之气，与三光为终始”，“道成化身，蝉蜕度世”。
北周武帝建德三年五月“初断佛、道两教，经像悉毁，罢沙门、道士，并令还民”。据道书称，当时太上老君曾遣使显灵。时过一月，武帝即又下诏曰：“至道弘深，混成无际，体包空有，理极幽玄……今可立通道观于都城……并宜弘阐，一以贯之。”
以后“三清”神名逐渐流变发展，至唐代才成为定说。唐武宗时，道教依据先前的神话，将老子定为是三清尊神之一太上老君的第十八个化身。為「三清」之第三位，三清為「玉清」元始天尊、「上清」靈寶天尊、「太清」道德天尊。
《道藏·太平部·三洞珠囊》卷七引《老君圣迹》云：“此即玉清境，元始天尊位，在三十五天之上也。此即上清境，太上大道君（灵宝天尊）位，在三十四天之上也。太清境太极目，即太上老君〔道德天尊〕位，在三十三之上也。”于是“三清”遂成为道教的最高神。唐代皇室，以老子李耳为同姓，崇奉太上老君，累加尊号。唐高宗尊太上老君为“太上玄元皇帝”，唐玄宗三上尊号，称“大圣祖高上大道金阙玄元天皇大帝”，立道教为国教。太上老君不仅被奉为李唐王朝的始祖，帮助唐高祖李渊平定天下，据称当武则天篡夺李唐王朝后，又显灵降世，谓“武后不可革命”，“不得辄立异姓……武后亦终惧此言，不敢立武三思”。
到宋真宗于大中祥符六年（1013 年）加号“太上老君混元上德皇帝”，是历代帝王对太上老君的最后一次加封。明成祖朱棣崇尚老子为其化身真武大帝大修武当，有北修故宫，南修武当之称。

### 佛敎的觀點
佛敎傳入中華後，其信奉者對老聃的評價不一，例如漢傳佛教禪師憨山德清對其持正面看法，並且以中觀論思想來詮釋其哲學思想，而漢傳佛教法師吉藏則對其持負面看法，指出其有不少不足之處。
大乘佛教的一些信奉者認為老聃有着對世界深刻的認識，他們從其宗教信仰的角度出發，認為如果老聃在去世後沒能像釋尊那樣出離世間，其魂神至少也已經升入無色界天，一些信奉者更認為老聃在去世後已經成為一位佛佗，但另一些信奉者則認為老聃在見識上不及釋尊丶 釋迦牟尼佛的地位遠高於 闡猷大帝和太上老君 的地位，漢傳佛教高僧道宣和尚更表示他認為孔丘和老聃都與常人無異，無法與釋尊相比。

## 文化遺產

### 非遗文化的申报
安徽涡阳的老子传说（Lao Zi legend）在涡阳代代相传，大多采用地方口语，语言通俗优美，有着较高的文学研究价值，分为两个部分：第一部分刻画了老子从童年到暮年的成长过程；第二部分是有关老子和天静宫的传说。涡阳县天静宫景区是与港澳台同胞共同修建完成的。
老子这样一个人物历经几千年的神化和传说，已经是家喻户晓，耳熟能详。2014年11月11日，经中華人民共和國批准将河南“老子传说”列入第四批国家级非物质文化遗产代表性项目名录和国家级非物质文化遗产代表性项目名录扩展项目名录，并由安徽省涡阳县和河南省灵宝市申办的《老子传说》上榜。鹿邑的太清宫是老子的出生地，明道宫是老子的讲道升仙地，已入批为国家级AAAA级旅游景区。

## 后世悼怀

### 名家评价
- 孔子曰：“鸟，吾知其能飞；鱼，吾知其能游；兽，吾知其能走。走者可以为网，游者可以为纶，飞者可以为矰，至于龙，吾不能知，其乘风云而上天。吾今日见老子，其犹龙邪！”
- 战国道家学派的代表人物庄子：“关尹、老聃乎，古之博大真人哉！”
- 北宋文学家苏辙在《双溪集·遗言》说：“言至道无如五千文。”
- 南宋闽学派、程朱理学的创始人朱熹说：“盖老聃，周之史官，掌国之典籍，三皇五帝之书，故能述古事而倍好之。如五千言，亦或古有是语而老子传之，未可知也。”
- 清世祖爱新觉罗福临评价称：“老子道贯天人，德超品汇，着书五千余言，明清静无为之旨。然其切于身心，明于伦物，世固鲜能知之也。”
- 德国著名语言学家弗里德里希·尼采这样评论老子其人：“老子思想的集大成——像一个永不枯竭的井泉，满载宝藏，放下汲桶，唾手可得。”[來源請求]

### 唐代尊号
唐高宗在乾封元年（666年），追尊为太上玄元皇帝。唐玄宗在天宝二年（743年），追尊庙号圣祖，谥号玄元皇帝；在天宝八载（749年），追尊为圣祖大道玄元皇帝；在天宝十三载（754年），上尊号为大聖祖高上大道金闕玄元天皇大帝。

### 纪念建筑

#### 老君台
传说中老子的诞生地，楚国苦县（河南鹿邑县的东北隅）的县城东门内北侧有一座升仙台，民间称之为拜仙台、老君台，本来是明道宫之一，乃是唐玄宗天宝二年所建，台高13米 ，是由14个平面围成的高坛形古建筑，状若圆柱有棱角，顶部面积765平方米，底面积略大，全台以古式大砖堆砌，由24个平面围成圆柱形，台上环筑七十厘米高的围墙，形与城墙相似。台上有正殿三间，东西配殿各一间。正殿内原有老子铜像一尊，高两米许，铸工精巧。殿门檐下东西各嵌一碑，上书“道德真源”、“犹龙遗迹”。山门内东侧原有铁柱一根，高七尺，径七寸，山门下青石台阶三十二级，加上正殿前一层，恰为三十三层，正合老子升三十三层天之说。进入山门，是正殿，面阔3间，硬山式建筑，东西偏殿各一间。台上13棵桧柏青翠葱郁，常年凉风习习，百鸟飞鸣。山门向南约里许的中边轴线上，依次有望仙桥、明道宫、文昌宫、八角亭、游龙堤坊、万教之祖牌坊等。牌坊附近有“老子故里”、“孔子问礼处”两块碑碣。牌坊上联为“地古永传曲仁里”，下联是“天高近接太清宫”，横幅为“万教之祖”。唐高祖李渊、高宗李治、玄宗李隆基、宋真宋赵桓，以及大文学家苏东坡、欧阳修等曾来此或祭祀朝祖，或观瞻游览，留下了不朽华章。现仅存一座高达数丈的台观，上有一座正殿两间配殿，正殿内供奉有老子铜像。鼎盛时期，台前有房宇百数，曾设有“鸣鹿书院”，现为老君台中学所在地。
传说老子修道成仙，且于此处飞升，故得今之地名。宋真宗大中祥符七年（公元1014年）追封老子为“太上老君混元上德皇帝”，故又名老君台。

#### 太清宫
太清宫镇旧名厉乡曲仁里，太清宫就位于河南省周口市鹿邑县城东约5-10公里的太清宫镇东北隅上，民间俗称“前宫”。传说这里是老子的，也是祭祀老子的祠庙。据《后汉书》记载，太清宫最早建于东汉延熹八年（西元165年），最开始的名字叫“老子庙”，是由汉桓帝刘志派两次派中常侍管霸到鹿邑创建这座老子祠建筑，并在这个建筑内立一座老子祠碑作为纪念。
唐太宗贞观元年修老子庙；乾封中，高宗亲诣道宫，追加老子“玄元皇帝”尊号，并修建“紫微宫”。开元三年玄宗亲书《道德经》刻石立于宫内；天宝二年，将“紫微宫”换作“太清宫”。
1997年河南省文物考古工作队在太清宫镇出土了很多周、唐、宋元时期的文物、碑刻，发现了宋代殿堂遗址，整个建筑面积2.4万平方米，其中一座面积达3000平方米，是故宫太和殿的两倍。20世纪80年代，河南人民政府拨款修复，建成太极殿、三圣母殿、娃娃殿、围墙、山门等，并重雕玉石老君像，置于太极殿中。

#### 洞霄宫
今河南省周口市鹿邑县镇北与前宫呈南北方向的“洞霄宫”，民间俗称“后宫”。历代所建老子宫殿庙宇多集中于此。自西汉始，老子地位不断提高，帝王奉祀不绝，至唐达到顶峰。
东汉时，老子被道教奉为教祖，汉桓帝延熹间遣中常侍左官赴该地祀老子。隋开皇年间，文帝命亳州刺史杨元胄，营建宫宇。天宝二年，在太清宫后方设有“洞霄宫”，两宫相距一里，中有河流，上有会仙桥；总占地872亩，各种建筑600余间，殿阁棋布，雄伟壮观。前宫以太极殿为中心，东有老子牧牛场遗址，西有隐阳山遗址，中有九步井；内供老子像，殿侧立有高约1.5米，直径约25公分的铁柱，为老子任柱下史的象征。唐太和七年，文宗敕宣武军节度使李程兼太清宫使予以修葺。当时“唐高祖、太宗、高宗、中宗、睿宗、明皇六圣御容，列侍于老君左右。两宫二观，古桧千余树，屋宇七百余间，有兵士五百人镇卫宫所”[杜光庭：《道教为验记》]。宋建隆元年，皇帝遣使致祭；祥符五年，上老子尊号曰“太上混元上德皇帝”，宫名改为“明道宫”。继唐玄宗以二月十五日为老子诞辰，宋徽宗重和元年以混元皇帝二月十五日生辰为贞元节，至今为道教重大节日。金大定二十四、二十六年，先后建三清、玉帝等大小殿宇数十，后因兵乱兼涡水改道，均荡然无存。元朝经10余年重修，曾颇具旧观。明、清虽一再重修，终难再现昔日辉煌。

#### 老君岩
在齐云山上（今中国福建省泉州市丰泽区清源山西峰罗山山麓上）有一块形似人像的巨大天然花岗岩雕琢而成的春秋时期思想家老子的坐像，名叫老君岩。雕像高5.1米，宽7.3米，厚7.2米，细部雕刻非常生动，面部和前额饱满，双目深邃平视前方，胡须呈飘动状，右臂倚琴桌、左手平放膝上，周身衣服的褶皱也被表现出来，这座造像的雕刻年代最迟不晚于宋。老君造像附近原有真君殿、北斗殿等道教建筑群，现已不存。
老君岩始建于宋元时期，是中国现存最大的宋代道教石像，也是清源山的标志性景点，雕工精湛，极富历史和艺术价值。1988年列为中国第三批全国重点文物保护单位。2001年公布第五批全国重点文物保护单位时，将另外6处8尊石造像与老君岩造像合并保护，称为“清源山石造像”。

### 引用
1. ↑  Heidegger's Hidden Sources: East-Asian Influences on His Work by Reinhard May, 1996.
2. ↑  . 漢典.   [2025-08-01] （中文（中国大陆））. (耼)耳曼也。曼者、引也。耳曼者、耳如引之而大也。如曼膚、曼䎼之曼。史記老子列傳曰。姓李氏、名耳、字耼。史記索隱、老子音義、後漢書桓帝紀注、文選遊天台山賦注所引皆如此。今本史記作名耳、字伯陽、謚曰耼。淺人妄改者也。字伯陽、見唐固國語注。从耳。冄聲。他甘切。七部。
3. ↑  . 中國哲學書電子化計劃.   [2025-08-01] （中文（臺灣））. 《水經注·渭水》: 事非經證，然莊周著書云：老耼死，秦失弔之，三號而出。
4. ↑  王振川/蒋门马《老子庄子故里考》宗教文化出版社 ISBN：9787802542051
5. ↑  皇甫谧. .   [2018-05-11]. （原始内容存档于2022-02-18）.
6. ↑  . 翼報.   [2014-01-19]. （原始内容存档于2021-03-23）.
7. ↑  Kern (2015)，第349–350頁.
8. ↑  Watson (1968)，第8頁.
9. ↑  Chan (2000), p. 4
10. ↑  Lewis (1999)，第61頁.
11. ↑  Denecke 2011，第208, 212–213頁; Lewis 1999，第91頁.
12. ↑  Qiu Xigui.   [An initial discussion of the Guodian Laozi slips] 17: 26 n. 1. 1999. 已忽略未知参数|script-work= (帮助) Cited in Shaughnessy (2005), p. 451
13. ↑  Shaughnessy (2005)，第445頁.
14. ↑  Chan, Alan. . Edward N. Zalta; Uri Nodelman;  et al  (编). . Stanford University Department of Philosophy. 2018  [2024-09-17]. （原始内容存档于2020-04-28）. The discovery of two Laozi silk manuscripts at Mawangdui, near Changsha, Hunan province in 1973 marks an important milestone in modern Laozi research. The manuscripts, identified simply as 'A' (jia) and 'B' (yi), were found in a tomb that was sealed in 168 B.C.E. The texts themselves can be dated earlier, the 'A' manuscript being the older of the two, copied in all likelihood before 195 B.C.E." [...]
"Until about two decades ago, the Mawangdui manuscripts have held the pride of place as the oldest extant manuscripts of the Laozi. In late 1993, the excavation of a tomb (identified as M1) in Guodian, Jingmen city, Hubei, has yielded among other things some 800 bamboo slips, of which 730 are inscribed, containing over 13,000 Chinese characters. Some of these, amounting to about 2,000 characters, match the Laozi. The tomb...is dated around 300 B.C.E. 已忽略未知参数|orig-date= (帮助)
15. ↑  Queen, Sarah A. . Paul R. Goldin  (编). . Dao Companions to Chinese Philosophy. Springer. 2013: 197–256. ISBN 978-9400743175. doi:10.1007/978-94-007-4318-2_10.
16. ↑  張岱年. . 生活・讀書・新知三聯書店. 1982: 38.
17. ↑  陳鼓應、白奚. . 南京大學出版社. 2001: 2–11. ISBN 7305036234.
18. ↑  吕振羽. . . 中国社会科学出版社. 2001. ISBN 9787500429722.
19. ↑  羅根澤 (编). . 上海古籍出版社. 1982: 597–599.
20. ↑  郭沫若. . . 人民文学出版社. 1982: 545.
21. ↑  羅根澤 (编). . 上海古籍出版社. 1982: 305；420.
22. ↑  羅根澤 (编). . 上海古籍出版社. 1982: 449–453.
23. ↑  羅根澤 (编). . 上海古籍出版社. 1982: 516–520.
24. ↑  . 中華老子網. 2009-12-31  [2013-01-20]. （原始内容存档于2014-01-21）.
25. ↑  . 大河網. 2009-09-09  [2013-01-20]. （原始内容存档于2020-07-29）.
26. ↑  王珏. . 弘扬老子文化国际研讨会筹备委员会  (编). . 自然·和谐·发展——弘扬老子文化国际研讨会. 郑州: 中州古籍出版社: 157–161. 2006  [2023-02-14]. ISBN 978-7-5348-2602-3. （原始内容存档于2023-03-08）.
27. ↑  勞思光. . Chinese University Press. 1998: 330. ISBN 9789622018341.
28. ↑  .   [2021-01-14]. （原始内容存档于2021-04-20）.
29. ↑  . 網站的設計與内容.   [2010-10-09]. （原始内容存档于2021-04-20）.
30. ↑  . 網站的設計與内容.   [2010-10-09]. （原始内容存档于2021-04-20）.
31. ↑  . 網站的設計與内容.   [2010-10-09]. （原始内容存档于2021-04-20）.
32. ↑  養身主篇
33. ↑  沃唐卡. . 搜狐. 2025-01-05  [2025-07-30] （中文）. 目前主流观点认为老子化胡并无其事。
34. ↑  劉立夫. . 吉首大学学报(社会科学版). 2009, 30 (4)  [2024-07-29]. （原始内容存档于2024-07-29） –吉首大學. 《老子化胡经》自南北朝以来便为佛道二教的一大公 案,每当佛道关系紧张之时,《老子化胡经》便首当其冲,双 方围绕此书的真伪,辩论了近一千年。老子化胡之说本属 向壁虚构,道教方面尽管屡加改装,以补其缺,但仍然抵挡 不住佛教的破斥,道教在历次的辩论中几乎没有发现得胜 的纪录。
35. ↑  梁旭龍 (编). . 新疆哲學社會科學網. 2013-09-22  [2014-03-25]. （原始内容存档于2014-03-24）. 當時全真道規模已經相當大，與北方的佛教徒相互傾榨，聚眾斗毆，搶奪寺產。據翰林學士張伯淳所撰《至元辨偽錄隨函序》說，北方道教徒共謀佔佛寺482所。
36. ↑  王明蓀. . 中國文化研究院. 2024-01-08  [2025-08-08]. 蒙哥汗和忽必烈汗曾分別召集全真和佛教的代表到朝廷論辯，二次辯論會都是全真教以失利收場，於是有將侵奪的寺產還歸佛教，還將《老子化胡經》及其他被認為是偽經的四十種版本燒毀。
37. ↑  《史记·老子韩非列传》
38. ↑  馮友蘭. .   [2017-04-09]. （原始内容存档于2018-04-28）.
39. ↑  胡适. . 五南圖書出版股份有限公司. 2013. ISBN 978-957-11-6986-6.
40. ↑  详情观南北朝高道陶弘景撰真灵位业图
41. ↑  . 萬聖網. 2012-08-15  [2014-02-05]. （原始内容存档于2014-02-22）.
42. ↑  . 埔里瀛海城隍廟.   [2014-02-05]. （原始内容存档于2021-04-20）.
43. ↑  田小飞编著,知道点中国哲学,文化艺术出版社,2010.01,第158页
44. ↑  李殿元编著；林锐，何天谷主编,天神地只 道教诸神传说,四川人民出版社 四川出版集团,2012.09,第24页
45. ↑  . 古詩文網.   [2014-01-19]. （原始内容存档于2021-02-11）.
46. ↑  卿希泰,中国道教 第三卷,知识出版社,1994年01月第1版,第16页
47. ↑  . 道教之音.   [2019-01-13]. （原始内容存档于2017-02-22）.
48. ↑  周潔. . 金陵科技學院學報（社會科學版）. 2009, 23 (2): 45-49 –中文科技期刊数据库.
49. ↑  . 博客來.   [2023-09-20].
50. ↑  〈辨惑一〉記載：「傅氏譽老子而毀釋迦丶 讚道書而非佛教，餘昔同此惑焉，今又悟其不然也。夫釋老之為教，體一而不二矣。同蠲有欲之累，俱顯無為之宗。老氏明而未融。釋典言臻其極。道若果是, 佛固同是而無非。佛若果非, 道亦可非而無是。」
51. ↑  〈辨惑一〉 記載：「夫生死無窮之緣。報應不朽之旨，釋氏之所創明，黃老未之言及。不知今之道書，何因類於佛典，論三世以勸戒丶 出九流之軌躅。若目睹而言之，則同佛而等其照；若耳聞而放之，則師佛而遵其説。同照則同不當非，於師則師不可毀，譽道而非佛, 何謬之甚哉？」
52. ↑  〈辯惑一〉記載：「吳尚書令闞澤對吳主孫權曰：『孔老二家，比方佛法，優劣遠矣。何以言之？孔老設教，法天以制，不敢違天。諸佛說教，諸天奉而行，不敢違佛。以此言之，實非比對。』愚謂闞子斯論，知優劣之一隅矣。凡百君子，可不思其言乎？」
53. ↑  《廣弘明集》記載：「彼孔老者, 名位同俗, 不異常人, 祖述先王, 自無教訓, 何得比佛以相抗乎！」
54. ↑  . 涡阳县人民政府.   [2019-01-13]. （原始内容存档于2019-01-13）.
55. ↑  . 中国政府网. 2014-11-11  [2014-12-03]. （原始内容存档于2015-01-11）. 各省、自治区、直辖市人民政府，国务院各部委、各直属机构：国务院批准文化部确定的第四批国家级非物质文化遗产代表性项目名录（共计153项）和国家级非物质文化遗产代表性项目名录扩展项目名录（共计153项），现予公布。按照《中华人民共和国非物质文化遗产法》的表述，将“国家级非物质文化遗产名录”名称调整为“国家级非物质文化遗产代表性项目名录”。各地区、各部门要按照《中华人民共和国非物质文化遗产法》和《国务院办公厅关于加强我国非物质文化遗产保护工作的意见》（国办发〔2005〕18号）要求，认真贯彻“保护为主、抢救第一、合理利用、传承发展”的工作方针，坚持科学保护理念，制定规划，扎实做好非物质文化遗产代表性项目的传承、传播工作，推动非物质文化遗产保护迈上新台阶，为弘扬中华民族优秀传统文化作出新的贡献。
56. ↑  . 人民网. 2014-12-07  [2014-12-07]. （原始内容存档于2020-10-01）. 近日，国务院公布第四批国家级非物质文化遗产代表性项目名录，和国家级非物质文化遗产代表性项目名录扩展项目名录，我市《老子传说》上榜。至此，亳州市已有3个国家级非物质文化遗产代表性项目。
57. ↑  傅勤家. . 台北: 臺灣商務印書館. 1996: 82  [2014-01-19]. ISBN 9570513241. （原始内容存档于2015-05-09）.
58. ↑  . 国家文物局.   [2019-01-13]. （原始内容存档于2012-05-01）.